# Тот, Йожеф (футболист, 1951)
Йо́жеф Тот (венг. Tóth József; 2 декабря 1951, Мошонмадьяровар, Дьёр-Мошон-Шопрон — 11 августа 2022) — венгерский футболист, игравший на позиции защитника.

## Карьера

### Клубная
Начинал карьеру в родном городе. В 1969 году дебютировал вместе с Иштваном Кочишем в «Пече». Вскоре Кочиш ушёл в «Гонвед», а Тот отправился в «Уйпешт», в составе которого дважды выиграл чемпионат Венгрии и дважды завоевал Кубок Венгрии. В 1984 году перешёл в МТК, который покинул в 1986 году. Завершил карьеру в финском «Крафте».

### В сборной
В сборной с 1974 по 1983 год сыграл 56 игр и забил один гол. Участник чемпионатов мира 1978 и 1982 годов.

## Стиль игры
Преимущественно Йожеф играл на позиции левого защитника и мог переходить на позицию полузащитника. В сборной он нередко выполнял роль центрального защитника.

## Титулы
- Чемпион Венгрии: 1977/78, 1978/79
- Обладатель Кубка Венгрии: 1982, 1983